# William Vivanco
William Vivanco (Santiago de Cuba, 6 de outubro de 1975) é um compositor e músico cubano.
Autodidata, envolveu-se com a música através de um coral, quando criança e festivais em romarias religiosas.
Em 2002, gravou seu primeiro disco, em uma mistura de músicas brasileiras, pop e reggae.

## Discografia
- 2002: Lo Tengo Para 'Pensa'o
- 2006: La Isla Milagrosa
- 2009: El Mundo This Cambia'o